# La Frontera, Chiapas
La Frontera är en ort i Mexiko.   Den ligger i kommunen Oxchuc och delstaten Chiapas, i den sydöstra delen av landet, 800 km öster om huvudstaden Mexico City. La Frontera ligger 1 946 meter över havet och antalet invånare är 687.
Terrängen runt La Frontera är huvudsakligen kuperad, men norrut är den bergig. Runt La Frontera är det ganska tätbefolkat, med 67 invånare per kvadratkilometer. Närmaste större samhälle är Yoshib, 4,9 km väster om La Frontera. I omgivningarna runt La Frontera växer i huvudsak städsegrön lövskog.